# Соризоле
Соризо̀ле (на италиански: Sorisole; на ломбардски: Surisel, Суризел) е град и община в Северна Италия, провинция Бергамо, регион Ломбардия. Разположен е на 415 m надморска височина. Населението на общината е 9126 души (към 2018 г.).